# قائمة رؤساء بلديات وهران

## رئيس بلدية وهران
- بن عبد الله، 1962-1963، محامي
- بوذراع بلعباس، 1963-1965
- إبراهيم الطيب المختار المهاجي، 1965
- صغير بن علي، 20 جويلية 1965-1967

## رئيسالمجلس الشعبي البلدي
- صغير بن علي، 1967-1975
- بريكي عبد القادر، 12 أبريل 1975 - 1979
- صغير الجيلالي، 1979-1980
- بن عمر الهواري، 1980 - 29 أكتوبر 1983
- بن قلة الطيب، 1983-1984
- عريف قدور، 18 ديسمبر 1984 - 1988
- تونسي عبد القادر، أكتوبر 1988 - جوان 1990 (كلفه والي ولاية وهران التحضير لانتخابات جوان 1990 البلدية)
- يوصلاح بوعلام (ج إ إ)، جوان 1990 - جانفي 1992

## رئيس الوفد التنفيذي البلدي
- هني مروان، 1992-1995، محامي
- حبيب بن غنان، 1995-1997

## رئيسالمجلس الشعبي البلدي
- زيتوني الطيب (التجمع الوطني الديموقراطي)، 1997-2002
- جلولي نور الدين (جبهة التحرير الوطني)، 2002-2003
- بوخاتم نور الدين،(جبهة التحرير الوطني)، فيفري 2004 - ديسمبر 2007
- صادق بن قادة، (جبهة التحرير الوطني)، منذ 9 ديسمبر 2007
- زين الدين حسام - 21 ديسمبر 2010-إلى يومنا
- أمين علوش ( حركة مجتمع السلم) منذ 2022 إلى يومنا هذا .